# Osteospermum
Osteospermum là một chi thực vật có hoa trong họ Cúc (Asteraceae).

## Loài
Chi Osteospermum gồm các loài:
- Osteospermum acanthospermum
- Osteospermum amplectens
- Osteospermum attenuatum
- Osteospermum australe
- Osteospermum barberiae
- Osteospermum breviradiatum Norl. — Lemoenboegoe
- Osteospermum burttianum
- Osteospermum calendulaceum L.f. — Stinking Roger (đồng nghĩa của Oligocarpus calendulaceus)
- Osteospermum caulescens
- Osteospermum clandestinum — (đồng nghĩa của Tripteris clandestina)
- Osteospermum dentatum
- Osteospermum ecklonis (DC.) Norl.
- Osteospermum fruticosum (L.) Norl.
- Osteospermum grandidentatum
- Osteospermum grandiflorum
- Osteospermum hyoseroides
- Osteospermum imbricatum
- Osteospermum jucundum (E.Phillips) Norl.
- Osteospermum microphyllum
- Osteospermum monocephalum (Oliv. & Hiern) Norl.
- Osteospermum muricatum E.Mey. ex DC.
- Osteospermum oppositifolium — (đồng nghĩa của Tripteris oppositifolia)
- Osteospermum pinnatum
- Osteospermum polygaloides
- Osteospermum potbergense A.R.Wood & B.Nord.
- Osteospermum rigidum
- Osteospermum rotundifolium
- Osteospermum sinuatum (DC.) Norl. — (đồng nghĩa của Tripteris sinuata)
- Osteospermum spinescens
- Osteospermum subulatum DC.
- Osteospermum tomentosum (L.f.) B.Nord.
- Osteospermum triquetrum L.f.
- Osteospermum vaillantii (Decne.) Norl.